# Кубок Азії з футболу 2023
Кубок Азії 2023 (англ. 2023 AFC Asian Cup) — 18-й за ліком футбольний турнір серед азійських збірних, що відбувся у Катарі з 12 січня по 10 лютого 2024 року. На цьому турнірі зіграли 24 команди.

## Вибори господаря
Наступні країни проявили інтерес до участі у виборах:
- Південна Корея — Південна Корея висловила своє бажання на проведення турніру. Останній раз Південна Корея приймала цей турнір в 1960 році, який був другим, і останнім турніром, коли Південна Корея виграла кубок[2]
- КНР — У лютому 2013 року Китай висловив зацікавленість в проведенні Кубка Азії 2019 року. Дев'ять міст, Пекін, Далянь, Нанкін, Сіань, Ченду, Циндао, Чанша, Гуанчжоу і Ухань були запропоновані Китайською футбольною асоціацією, які приймуть матчі чемпіонату світу. Однак, у вересні 2013 року КФА відкликала свою пропозицію. Наприкінці 2015 року КФА підтвердила свій намір взяти участь у виборах господаря Кубка Азії 2023 року.[3][4] Китай раніше приймав турнір у 2004 році, де його збірна дійшла до фіналу, але програла 1:3 збірній Японії.
- Індонезія — АФК включило Індонезію як кандидата на проведення турніру 12 квітня 2016 року. Індонезія раніше проводила турнір у 2007 році, разом з Таїландом, В'єтнамом та Малайзією.

Китай переміг на виборах, але відмовився від проведення через пандемію COVID-19, 17 жовтня 2022 року турнір перенесли до Катару.

## Учасники
| Збірна            | Спосіб кваліфікації           | Дата кваліфікації | Кількість участей | Остання участь | Найкращий результат                                |
| ----------------- | ----------------------------- | ----------------- | ----------------- | -------------- | -------------------------------------------------- |
| Катар             | Другий раунд, 1 місце групи E | 7 червня 2021     | 11                | 2019           | Переможець (2019)                                  |
| Японія            | Другий раунд, 1 місце групи F | 28 травня 2021    | 10                | 2019           | Переможець (1992, 2000, 2004, 2011)                |
| Сирія             | Другий раунд, 1 місце групи A | 7 червня 2021     | 7                 | 2019           | Груповий етап (1980, 1984, 1988, 1996, 2011, 2019) |
| Південна Корея    | Другий раунд, 1 місце групи H | 9 червня 2021     | 15                | 2019           | Переможець (1956, 1960)                            |
| Австралія         | Другий раунд, 1 місце групи B | 11 червня 2021    | 5                 | 2019           | Переможець (2015)                                  |
| Іран              | Другий раунд, 1 місце групи C | 15 червня 2021    | 15                | 2019           | Переможець (1968, 1972, 1976)                      |
| Саудівська Аравія | Другий раунд, 1 місце групи D | 15 червня 2021    | 11                | 2019           | Переможець (1984, 1988, 1996)                      |
| ОАЕ               | Другий раунд, 1 місце групи G | 15 червня 2021    | 11                | 2019           | Фіналіст (1996)                                    |
| КНР               | Другий раунд, 2 місце групи A | 15 червня 2021    | 13                | 2019           | Фіналіст (1984, 2004)                              |
| Ірак              | Другий раунд, 2 місце групи C | 15 червня 2021    | 10                | 2019           | Переможець (2007)                                  |
| Оман              | Другий раунд, 2 місце групи E | 15 червня 2021    | 5                 | 2019           | 1/8 фіналу (2019)                                  |
| В'єтнам           | Другий раунд, 2 місце групи G | 15 червня 2021    | 5                 | 2019           | 4-те місце (19561, 1960 1)                         |
| Ліван             | Другий раунд, 2 місце групи H | 15 червня 2021    | 3                 | 2019           | Груповий етап (2000, 2019)                         |
| Палестина         | Третій раунд, 1 місце групи B | 14 червня 2022    | 3                 | 2019           | Груповий етап (2015, 2019)                         |
| Узбекистан        | Третій раунд, 1 місце групи C | 14 червня 2022    | 8                 | 2019           | 4-те місце (2011)                                  |
| Таїланд           | Третій раунд, 2 місце групи C | 14 червня 2022    | 8                 | 2019           | 3-тє місце (1972)                                  |
| Індія             | Третій раунд, 1 місце групи D | 14 червня 2022    | 5                 | 2019           | 2-ге місце (1964)                                  |
| Гонконг           | Третій раунд, 2 місце групи D | 14 червня 2022    | 4                 | 1968           | 3-тє місце (1956)                                  |
| Таджикистан       | Третій раунд, 1 місце групи F | 14 червня 2022    | 1                 | Дебют          | —                                                  |
| Киргизстан        | Третій раунд, 2 місце групи F | 14 червня 2022    | 2                 | 2019           | 1/8 фіналу (2019)                                  |
| Бахрейн           | Третій раунд, 1 місце групи E | 14 червня 2022    | 7                 | 2019           | 4-те місце (2004)                                  |
| Малайзія          | Третій раунд, 2 місце групи E | 14 червня 2022    | 4                 | 2007           | Груповий етап (1976, 1980, 2007)                   |
| Йорданія          | Третій раунд, 1 місце групи A | 14 червня 2022    | 5                 | 2019           | Чвертьфіналіст (2004, 2011)                        |
| Індонезія         | Третій раунд, 2 місце групи A | 14 червня 2022    | 5                 | 2007           | Груповий етап (1996, 2000, 2004, 2007)             |

1 Як збірна Південного В'єтнаму

## Жеребкування
| Кошик 1 | Кошик 2                                                                         | Кошик 3                                                                                    | Кошик 4                                                                                              |
| --- | ------------------------------------------------------------------------------- | ------------------------------------------------------------------------------------------ | --- |
| Катар (61) (господар) · Японія (20) · Іран (24) · Південна Корея (27) · Австралія (29) · Саудівська Аравія (54) · | Ірак (67) · ОАЕ (72) · Оман (73) · Узбекистан (74) · КНР (81) · Йорданія (84) · | Бахрейн (85) · Сирія (90) · Палестина (93) · В'єтнам (95) · Киргизстан (96) · Ліван (99) · | Індія (101) · Таджикистан (109) · Таїланд (114) · Малайзія (138) · Гонконг (147) · Індонезія (149) · |

Команди були послідовно розподілені по групах від А до F. У результаті жеребкування виникли такі групи:
| Поз. | Збірна      |
| ---- | ----------- |
| A1   | Катар       |
| A2   | КНР         |
| A3   | Таджикистан |
| A4   | Ліван       |

| Поз. | Збірна     |
| ---- | ---------- |
| B1   | Австралія  |
| B2   | Узбекистан |
| B3   | Сирія      |
| B4   | Індія      |

| Поз. | Збірна    |
| ---- | --------- |
| C1   | Іран      |
| C2   | ОАЕ       |
| C3   | Гонконг   |
| C4   | Палестина |

| Поз. | Збірна    |
| ---- | --------- |
| D1   | Японія    |
| D2   | Індонезія |
| D3   | Ірак      |
| D4   | В'єтнам   |

| Поз. | Збірна         |
| ---- | -------------- |
| E1   | Південна Корея |
| E2   | Малайзія       |
| E3   | Йорданія       |
| E4   | Бахрейн        |

| Поз. | Збірна            |
| ---- | ----------------- |
| F1   | Саудівська Аравія |
| F2   | Таїланд           |
| F3   | Киргизстан        |
| F4   | Оман              |

## Стадіони
| Місто     | Арена                  | Місткість |
| --------- | ---------------------- | --------- |
| Ель-Хаур  | Ель-Байт               | 68,895    |
| Лусаїл    | Лусаїл                 | 88,966    |
| Ер-Раян   | Ахмед бін Алі          | 45,032    |
| Ер-Раян   | Ед'юкейшн Сіті Стедіум | 44,667    |
| Ер-Раян   | Яссім бін Хамад        | 15,000    |
| Ер-Раян   | Халіфа                 | 45,857    |
| Доха      | Ель-Туммама            | 44,400    |
| Доха      | Абдулла бін Халіфа     | 10,000    |
| Ель-Вакра | Ель-Джануб             | 44,325    |

## Груповий етап

### Критерії класифікації команд
Місця команд в групах визначаються наступними правилами:
1. Загальна кількість очок, набраних у всіх групових матчах;
2. Різниця забитих і пропущених голів у всіх групових матчах;
3. Кількість голів, забитих у всіх групових матчах;
4. Очки, набрані в матчах групового етапу між даними командами;
5. Різниця забитих і пропущених м'ячів в матчах групового етапу між даними командами;
6. Кількість голів, забитих в матчах групового етапу між даними командами.
7. Післяматчеві пенальті, якщо дві команди зустрілись у матчі останнього туру.
8. Очки фейр-плей:
 Перша жовта картка   — мінус 1 очко,
 Непряма червона картка   — мінус 3 очки,
 Пряма червона картка   — мінус 3 очки,
 Жовта картка і пряма червона картка   — мінус 4 очки;
9. Додаткове жеребкування за рішенням оргкомітету турніру.

### Група A
| Поз | Команда     | І | В | Н | П | ГЗ | ГП | РГ | О | Кваліфікація    |
| --- | ----------- | - | - | - | - | -- | -- | -- | - | --------------- |
| 1   | Катар (H)   | 3 | 3 | 0 | 0 | 5  | 0  | +5 | 9 | Вихід у плей-оф |
| 2   | Таджикистан | 3 | 1 | 1 | 1 | 2  | 2  | 0  | 4 | Вихід у плей-оф |
| 3   | КНР         | 3 | 0 | 2 | 1 | 0  | 1  | −1 | 2 |                 |
| 4   | Ліван       | 3 | 0 | 1 | 2 | 1  | 5  | −4 | 1 |                 |

| 12 січня 2024 19:00 |

| Катар                       | 3–0      | Ліван |
| --------------------------- | -------- | ----- |
| - Афіф 45', 90+6' - Алі 56' | Протокол |       |

| Лусаїл, Лусаїл Глядачів: 82 490 Арбітр: Аліреза Фагані (Іран) |

| 13 січня 2024 17:30 |

| КНР | 0–0      | Таджикистан |
| --- | -------- | ----------- |
|     | Протокол |             |

| Абдулла бін Халіфа, Доха Глядачів: 4 001 Арбітр: Мохаммед Аль-Хоїш (Саудівська Аравія) |

| 17 січня 2024 14:30 |

| Ліван | 0–0      | КНР |
| ----- | -------- | --- |
|       | Протокол |     |

| Ель-Туммама, Доха Глядачів: 14 137 Арбітр: Ко Юн Джин (Південна Корея) |

| 17 січня 2024 17:30 |

| Таджикистан | 0–1      | Катар      |
| ----------- | -------- | ---------- |
|             | Протокол | - Афіф 17' |

| Ель-Байт, Ель-Хаур Глядачів: 57 460 Арбітр: Кімура Хіроюкі (Японія) |

| 22 січня 2024 18:00 |

| Катар            | 1–0      | КНР |
| ---------------- | -------- | --- |
| - аль-Гайдос 66' | Протокол |     |

| Халіфа, Доха Глядачів: 42 104 Арбітр: Абдуллах Джамалі (Кувейт) |

| 22 січня 2024 18:00 |

| Таджикистан                       | 2–1      | Ліван       |
| --------------------------------- | -------- | ----------- |
| - Умарбаєв 80' - Хамрокулов 90+2' | Протокол | - Жраді 47' |

| Яссім бін Хамад, Доха Глядачів: 11 843 Арбітр: Моханад Кассім (Ірак) |

### Група B
| Поз | Команда    | І | В | Н | П | ГЗ | ГП | РГ | О | Кваліфікація    |
| --- | ---------- | - | - | - | - | -- | -- | -- | - | --------------- |
| 1   | Австралія  | 3 | 2 | 1 | 0 | 4  | 1  | +3 | 7 | Вихід у плей-оф |
| 2   | Узбекистан | 3 | 1 | 2 | 0 | 4  | 1  | +3 | 5 | Вихід у плей-оф |
| 3   | Сирія      | 3 | 1 | 1 | 1 | 1  | 1  | 0  | 4 | Вихід у плей-оф |
| 4   | Індія      | 3 | 0 | 0 | 3 | 0  | 6  | −6 | 0 |                 |

| 13 січня 2024 14:30 |

| Австралія             | 2–0      | Індія |
| --------------------- | -------- | ----- |
| - Ірвін 50' - Бос 73' | Протокол |       |

| Ахмед бін Алі, Ер-Раян Глядачів: 35 253 Арбітр: Ямасіта Йосімі (Японія) |

| 13 січня 2024 20:30 |

| Узбекистан | 0–0      | Сирія |
| ---------- | -------- | ----- |
|            | Протокол |       |

| Яссім бін Хамад, Доха Глядачів: 10 198 Арбітр: Ахмед Аль-Каф (Оман) |

| 18 січня 2024 14:30 |

| Сирія | 0–1      | Австралія   |
| ----- | -------- | ----------- |
|       | Протокол | - Ірвін 59' |

| Яссім бін Хамад, Доха Глядачів: 10 097 Арбітр: Адель Аль-Нагбі (ОАЕ) |

| 18 січня 2024 17:30 |

| Індія | 0–3      | Узбекистан                                       |
| ----- | -------- | ------------------------------------------------ |
|       | Протокол | - Файзуллаєв 4' - Сергєєв 18' - Насруллаєв 45+4' |

| Ахмед бін Алі, Ер-Раян Глядачів: 38 491 Арбітр: Фу Мін (КНР) |

| 23 січня 2024 14:30 |

| Австралія           | 1–1      | Узбекистан       |
| ------------------- | -------- | ---------------- |
| - Бойл 45+1' (пен.) | Протокол | - Тургунбоєв 78' |

| Ель-Джануб, Ель-Вакра Глядачів: 15 290 Арбітр: Юсуке Аракі (Японія) |

| 23 січня 2024 14:30 |

| Сирія        | 1–0      | Індія |
| ------------ | -------- | ----- |
| - Харбін 76' | Протокол |       |

| Ель-Байт, Ель-Хаур Глядачів: 42 787 Арбітр: Сівакорн Пу-удом (Таїланд) |

### Група C
| Поз | Команда   | І | В | Н | П | ГЗ | ГП | РГ | О | Кваліфікація    |
| --- | --------- | - | - | - | - | -- | -- | -- | - | --------------- |
| 1   | Іран      | 3 | 3 | 0 | 0 | 7  | 2  | +5 | 9 | Вихід у плей-оф |
| 2   | ОАЕ       | 3 | 1 | 1 | 1 | 5  | 4  | +1 | 4 | Вихід у плей-оф |
| 3   | Палестина | 3 | 1 | 1 | 1 | 5  | 5  | 0  | 4 | Вихід у плей-оф |
| 4   | Гонконг   | 3 | 0 | 0 | 3 | 1  | 7  | −6 | 0 |                 |

| 14 січня 2024 17:30 |

| ОАЕ                                                        | 3–1      | Гонконг           |
| ---------------------------------------------------------- | -------- | ----------------- |
| - Аділь 34' (пен.) - Султан 53' - Аль-Гассані 90+6' (пен.) | Протокол | - Чан Сю Кван 49' |

| Халіфа, Доха Глядачів: 15 586 Арбітр: Мухаммад Такі (Сінгапур) |

| 14 січня 2024 20:30 |

| Іран                                                    | 4–1      | Палестина    |
| ------------------------------------------------------- | -------- | ------------ |
| - Ансаріфард 2' - Халілзаде 12' - Гаєді 38' - Азмун 55' | Протокол | - Сеям 45+6' |

| Ед'юкейшн Сіті Стедіум, Едюкейшн-Сіті Глядачів: 27 691 Арбітр: Абдулрахман Аль-Джассім (Катар) |

| 18 січня 2024 20:30 |

| Палестина         | 1–1      | ОАЕ         |
| ----------------- | -------- | ----------- |
| - Нассер 50' (аг) | Протокол | - Аділь 23' |

| Ель-Джануб, Ель-Вакра Глядачів: 41 986 Арбітр: Ахмад Аль-Алі (Кувейт) |

| 19 січня 2024 20:30 |

| Гонконг | 0–1      | Іран        |
| ------- | -------- | ----------- |
|         | Протокол | - Гаєді 24' |

| Халіфа, Доха Глядачів: 36 412 Арбітр: Ханна Хаттаб (Сирія) |

| 23 січня 2024 18:00 |

| Іран              | 2–1      | ОАЕ                 |
| ----------------- | -------- | ------------------- |
| - Таремі 26', 65' | Протокол | - Аль-Гассані 90+3' |

| Ед'юкейшн Сіті Стедіум, Едюкейшн-Сіті Глядачів: 34 259 Арбітр: Ілгіз Танташев (Узбекистан) |

| 23 січня 2024 18:00 |

| Гонконг | 0–3      | Палестина                       |
| ------- | -------- | ------------------------------- |
|         | Протокол | - Даббагх 12', 60' - Кунбар 48' |

| Абдулла бін Халіфа, Доха Глядачів: 6 568 Арбітр: Шон Еванс (Австралія) |

### Група D
| Поз | Команда   | І | В | Н | П | ГЗ | ГП | РГ | О | Кваліфікація    |
| --- | --------- | - | - | - | - | -- | -- | -- | - | --------------- |
| 1   | Ірак      | 3 | 3 | 0 | 0 | 8  | 4  | +4 | 9 | Вихід у плей-оф |
| 2   | Японія    | 3 | 2 | 0 | 1 | 8  | 5  | +3 | 6 | Вихід у плей-оф |
| 3   | Індонезія | 3 | 1 | 0 | 2 | 3  | 6  | −3 | 3 | Вихід у плей-оф |
| 4   | В'єтнам   | 3 | 0 | 0 | 3 | 4  | 8  | −4 | 0 |                 |

| 14 січня 2024 14:30 |

| Японія                                          | 4–2      | В'єтнам                                 |
| ----------------------------------------------- | -------- | --------------------------------------- |
| - Мінаміно 11', 45' - Накамура 45+5' - Уеда 85' | Протокол | - Нгуєн Дінь Бак 16' - Фам Туан Хай 33' |

| Ель-Туммама, Доха Глядачів: 17 385 Арбітр: Кім Чжон Хьок (Південна Корея) |

| 15 січня 2024 17:30 |

| Індонезія      | 1–3      | Ірак                                  |
| -------------- | -------- | ------------------------------------- |
| - Фердінан 37' | Протокол | - Алі 17' - Рашид 45+7' - Хуссейн 75' |

| Ахмед бін Алі, Ер-Раян Глядачів: 16 532 Арбітр: Ілгіз Танташев (Узбекистан) |

| 19 січня 2024 14:30 |

| Ірак                | 2–1      | Японія       |
| ------------------- | -------- | ------------ |
| - Хуссейн 5', 45+4' | Протокол | - Ендо 90+3' |

| Ед'юкейшн Сіті Стедіум, Едюкейшн-Сіті Глядачів: 38 663 Арбітр: Халід Аль-Тураїш (Саудівська Аравія) |

| 19 січня 2024 17:30 |

| В'єтнам | 0–1      | Індонезія           |
| ------- | -------- | ------------------- |
|         | Протокол | - Аснаві 42' (пен.) |

| Абдулла бін Халіфа, Доха Глядачів: 7 253 Арбітр: Садулло Гулмуроді (Таджикистан) |

| 24 січня 2024 14:30 |

| Японія                              | 3–1      | Індонезія  |
| ----------------------------------- | -------- | ---------- |
| Уеда 6' (пен.), 52' Гюбнер 88' (аг) | Протокол | Волш 90+1' |

| Ель-Туммама, Доха Глядачів: 26 453 Арбітр: Хаміс аль-Маррі (Катар) |

| 24 січня 2024 14:30 |

| Ірак                                  | 3–2      | В'єтнам                                      |
| ------------------------------------- | -------- | -------------------------------------------- |
| Сулака 47' Хуссейн 73', 90+12' (пен.) | Протокол | Буй Хоанг В'єт Ань 42' Нгуєн Куанг Хай 90+1' |

| Яссім бін Хамад, Доха Глядачів: 8 932 Арбітр: Назмі Насаруддін (Малайзія) |

### Група E
| Поз | Команда        | І | В | Н | П | ГЗ | ГП | РГ | О | Кваліфікація    |
| --- | -------------- | - | - | - | - | -- | -- | -- | - | --------------- |
| 1   | Бахрейн        | 3 | 2 | 0 | 1 | 3  | 3  | 0  | 6 | Вихід у плей-оф |
| 2   | Південна Корея | 3 | 1 | 2 | 0 | 8  | 6  | +2 | 5 | Вихід у плей-оф |
| 3   | Йорданія       | 3 | 1 | 1 | 1 | 6  | 3  | +3 | 4 | Вихід у плей-оф |
| 4   | Малайзія       | 3 | 0 | 1 | 2 | 3  | 8  | −5 | 1 |                 |

| 15 січня 2024 14:30 |

| Південна Корея                         | 3–1      | Бахрейн         |
| -------------------------------------- | -------- | --------------- |
| - Хван Ін Пом 38' - Лі Кан Ін 56', 68' | Протокол | - Аль-Хашаш 51' |

| Яссім бін Хамад, Доха Глядачів: 8,388 Арбітр: Ма Нін (КНР) |

| 15 січня 2024 20:30 |

| Малайзія | 0–4      | Йорданія                                           |
| -------- | -------- | -------------------------------------------------- |
|          | Протокол | - Аль-Марді 12', 32' - аль-Таамарі 18' (пен.), 85' |

| Ель-Джануб, Ель-Вакра Глядачів: 20,410 Арбітр: Мохаммед Абдулла Хассан Мохамед (ОАЕ) |

| 20 січня 2024 14:30 |

| Йорданія                                | 2–2      | Південна Корея                                |
| --------------------------------------- | -------- | --------------------------------------------- |
| - Пак Йон У 37' (аг) - Аль-Наймат 45+6' | Протокол | - Сон Хин Мін 9' (пен.) - Аль-Араб 90+1' (аг) |

| Ель-Туммама, Доха Глядачів: 36 627 Арбітр: Салман Фалахі (Катар) |

| 20 січня 2024 17:30 |

| Бахрейн       | 1–0      | Малайзія |
| ------------- | -------- | -------- |
| - Мадан 90+5' | Протокол |          |

| Яссім бін Хамад, Доха Глядачів: 10 386 Арбітр: Ахмед Аль-Каф (Оман) |

| 25 січня 2024 14:30 |

| Південна Корея                                             | 3–3      | Малайзія                                              |
| ---------------------------------------------------------- | -------- | ----------------------------------------------------- |
| - Чон У Йон 21' - Лі Кан Ін 83' - Сон Хин Мін 90+4' (пен.) | Протокол | - Фейсал 51' - Аріф Айман 62' (пен.) - Моралес 90+15' |

| Ель-Джануб, Ель-Вакра Глядачів: 30 117 Арбітр: Халід Аль-Тураїш (Саудівська Аравія) |

| 25 січня 2024 14:30 |

| Йорданія | 0–1      | Бахрейн    |
| -------- | -------- | ---------- |
|          | Протокол | Хелаль 34' |

| Халіфа, Ер-Раян Глядачів: 39 650 Арбітр: Омар Аль-Алі (ОАЕ) |

### Група F
| Поз | Команда           | І | В | Н | П | ГЗ | ГП | РГ | О | Кваліфікація    |
| --- | ----------------- | - | - | - | - | -- | -- | -- | - | --------------- |
| 1   | Саудівська Аравія | 3 | 2 | 1 | 0 | 4  | 1  | +3 | 7 | Вихід у плей-оф |
| 2   | Таїланд           | 3 | 1 | 2 | 0 | 2  | 0  | +2 | 5 | Вихід у плей-оф |
| 3   | Оман              | 3 | 0 | 2 | 1 | 2  | 3  | −1 | 2 |                 |
| 4   | Киргизстан        | 3 | 0 | 1 | 2 | 1  | 5  | −4 | 1 |                 |

| 16 січня 2024 17:30 |

| Таїланд            | 2–0      | Киргизстан |
| ------------------ | -------- | ---------- |
| - Супачай 26', 49' | Протокол |            |

| Абдулла бін Халіфа, Доха Глядачів: 4 530 Арбітр: Адам Махадмех (Йорданія) |

| 16 січня 2024 20:30 |

| Саудівська Аравія               | 2–1      | Оман                   |
| ------------------------------- | -------- | ---------------------- |
| - Гаріб 78' - Аль-Булаїгі 90+6' | Протокол | - Аль-Ях'яї 15' (пен.) |

| Халіфа, Доха Глядачів: 41 987 Арбітр: Шон Еванс (Австралія) |

| 21 січня 2024 17:30 |

| Оман | 0–0      | Таїланд |
| ---- | -------- | ------- |
|      | Протокол |         |

| Абдулла бін Халіфа, Доха Глядачів: 6 340 Арбітр: Мууд Бонідіфард (Іран) |

| 21 січня 2024 20:30 |

| Киргизстан | 0–2      | Саудівська Аравія           |
| ---------- | -------- | --------------------------- |
|            | Протокол | - Канно 35' - Аль-Гамді 84' |

| Ахмед бін Алі, Ер-Раян Глядачів: 39 557 Арбітр: Дзюмпей Іїда (Японія) |

| 25 січня 2024 18:00 |

| Саудівська Аравія | 0–0      | Таїланд |
| ----------------- | -------- | ------- |
|                   | Протокол |         |

| Ед'юкейшн Сіті Стедіум, Едюкейшн-Сіті Глядачів: 38 773 Арбітр: Кім Хі Гон (Південна Корея) |

| 25 січня 2024 18:00 |

| Киргизстан | 1–1      | Оман           |
| ---------- | -------- | -------------- |
| Коджо 80'  | Протокол | аль-Гассані 8' |

| Абдулла бін Халіфа, Доха Глядачів: 6 231 Арбітр: Ахмад Аль-Алі (Кувейт) |

### Рейтинг команд, що зайняли третє місце
Рейтинг команд, що посіли третє місце наступний:
| Поз | Груп | Команда   | І | В | Н | П | ГЗ | ГП | РГ | О | Кваліфікація    |
| --- | ---- | --------- | - | - | - | - | -- | -- | -- | - | --------------- |
| 1   | E    | Йорданія  | 3 | 1 | 1 | 1 | 6  | 3  | +3 | 4 | Вихід у плей-оф |
| 2   | B    | Сирія     | 3 | 1 | 1 | 1 | 1  | 1  | 0  | 4 | Вихід у плей-оф |
| 3   | C    | Палестина | 3 | 1 | 1 | 1 | 5  | 5  | 0  | 4 | Вихід у плей-оф |
| 4   | D    | Індонезія | 3 | 1 | 0 | 2 | 3  | 6  | −3 | 3 | Вихід у плей-оф |
| 5   | F    | Оман      | 3 | 0 | 2 | 1 | 2  | 3  | −1 | 2 |                 |
| 6   | A    | КНР       | 3 | 0 | 2 | 1 | 0  | 1  | −1 | 2 |                 |

## Плей-оф

### Сітка
|  | 1/8 фіналу                           | 1/8 фіналу                     |                                    |       | Чвертьфінали | Чвертьфінали |  |  | Півфінали | Півфінали |  |  | Фінал | Фінал |
|  |                                      |                                |                                    |       |              |              |  |  |           |           |  |  |       |       |
|  | 28 січня – Ер-Раян (Ахмед бін Алі)   |                                |                                    |       |              |              |  |  |           |           |  |  |       |       |
|  |                                      |                                |                                    |       |              |              |  |  |           |           |  |  |       |       |
|  | Таджикистан (пен. )                  | 1 (5)                          |                                    |       |              |              |  |  |           |           |  |  |       |       |
|  | Таджикистан (пен. )                  | 1 (5)                          | 2 лютого – Ер-Раян (Ахмед бін Алі) |       |              |              |  |  |           |           |  |  |       |       |
|  | ОАЕ                                  | 1 (3)                          |                                    |       |              |              |  |  |           |           |  |  |       |       |
|  | ОАЕ                                  | 1 (3)                          | Таджикистан                        | 0     |              |              |  |  |           |           |  |  |       |       |
|  | 29 січня – Ер-Раян (Халіфа)          |                                | Таджикистан                        | 0     |              |              |  |  |           |           |  |  |       |       |
|  |                                      | Йорданія                       | 1                                  |       |              |              |  |  |           |           |  |  |       |       |
|  | Ірак                                 | Йорданія                       | 1                                  | 2     |              |              |  |  |           |           |  |  |       |       |
|  | Ірак                                 |                                | 6 лютого – Ер-Раян (Ахмед бін Алі) | 2     |              |              |  |  |           |           |  |  |       |       |
|  | Йорданія                             | 3                              |                                    |       |              |              |  |  |           |           |  |  |       |       |
|  | Йорданія                             | 3                              | Йорданія                           | 2     |              |              |  |  |           |           |  |  |       |       |
|  | 28 січня – Ер-Раян (Яссім бін Хамад) |                                | Йорданія                           | 2     |              |              |  |  |           |           |  |  |       |       |
|  |                                      | Південна Корея                 | 0                                  |       |              |              |  |  |           |           |  |  |       |       |
|  | Австралія                            | Південна Корея                 | 0                                  | 4     |              |              |  |  |           |           |  |  |       |       |
|  | Австралія                            | 2 лютого – Ель-Вакра           |                                    | 4     |              |              |  |  |           |           |  |  |       |       |
|  | Індонезія                            | 0                              |                                    |       |              |              |  |  |           |           |  |  |       |       |
|  | Індонезія                            | 0                              | Австралія                          | 1     |              |              |  |  |           |           |  |  |       |       |
|  | 30 січня – Ер-Раян (Ед'юкейшн)       |                                | Австралія                          | 1     |              |              |  |  |           |           |  |  |       |       |
|  |                                      | Південна Корея (дч)            | 2                                  |       |              |              |  |  |           |           |  |  |       |       |
|  | Саудівська Аравія                    | Південна Корея (дч)            | 2                                  | 1 (2) |              |              |  |  |           |           |  |  |       |       |
|  | Саудівська Аравія                    |                                | 10 лютого – Лусаїл                 | 1 (2) |              |              |  |  |           |           |  |  |       |       |
|  | Південна Корея (пен. )               | 1 (4)                          |                                    |       |              |              |  |  |           |           |  |  |       |       |
|  | Південна Корея (пен. )               | 1 (4)                          | Йорданія                           | 1     |              |              |  |  |           |           |  |  |       |       |
|  | 31 січня – Доха (Абдулла бін Халіфа) |                                | Йорданія                           | 1     |              |              |  |  |           |           |  |  |       |       |
|  |                                      | Катар                          | 3                                  |       |              |              |  |  |           |           |  |  |       |       |
|  | Іран (пен. )                         | Катар                          | 3                                  | 1 (5) |              |              |  |  |           |           |  |  |       |       |
|  | Іран (пен. )                         | 3 лютого – Ер-Раян (Ед'юкейшн) |                                    | 1 (5) |              |              |  |  |           |           |  |  |       |       |
|  | Сирія                                | 1 (3)                          |                                    |       |              |              |  |  |           |           |  |  |       |       |
|  | Сирія                                | 1 (3)                          | Іран                               | 2     |              |              |  |  |           |           |  |  |       |       |
|  | 31 січня – Доха (Ель-Туммама)        |                                | Іран                               | 2     |              |              |  |  |           |           |  |  |       |       |
|  |                                      | Японія                         | 1                                  |       |              |              |  |  |           |           |  |  |       |       |
|  | Бахрейн                              | Японія                         | 1                                  | 1     |              |              |  |  |           |           |  |  |       |       |
|  | Бахрейн                              |                                | 7 лютого – Доха (Ель-Туммама)      | 1     |              |              |  |  |           |           |  |  |       |       |
|  | Японія                               | 3                              |                                    |       |              |              |  |  |           |           |  |  |       |       |
|  | Японія                               | 3                              | Іран                               | 2     |              |              |  |  |           |           |  |  |       |       |
|  | 29 січня – Ель-Хаур                  |                                | Іран                               | 2     |              |              |  |  |           |           |  |  |       |       |
|  |                                      | Катар                          | 3                                  |       |              |              |  |  |           |           |  |  |       |       |
|  | Катар                                | Катар                          | 3                                  | 2     |              |              |  |  |           |           |  |  |       |       |
|  | Катар                                | 3 лютого – Ель-Хаур            |                                    | 2     |              |              |  |  |           |           |  |  |       |       |
|  | Палестина                            | 1                              |                                    |       |              |              |  |  |           |           |  |  |       |       |
|  | Палестина                            | 1                              | Катар (пен. )                      | 1 (3) |              |              |  |  |           |           |  |  |       |       |
|  | 30 січня – Ель-Вакра                 |                                | Катар (пен. )                      | 1 (3) |              |              |  |  |           |           |  |  |       |       |
|  |                                      | Узбекистан                     | 1 (2)                              |       |              |              |  |  |           |           |  |  |       |       |
|  | Узбекистан                           | Узбекистан                     | 1 (2)                              | 2     |              |              |  |  |           |           |  |  |       |       |
|  | Узбекистан                           |                                |                                    | 2     |              |              |  |  |           |           |  |  |       |       |
|  | Таїланд                              | 1                              |                                    |       |              |              |  |  |           |           |  |  |       |       |
|  | Таїланд                              | 1                              |                                    |       |              |              |  |  |           |           |  |  |       |       |

### 1/8 фіналу
| 28 січня 2024 14:30 |

| Австралія                                         | 4–0      | Індонезія |
| ------------------------------------------------- | -------- | --------- |
| Багготт 12' (аг) Бойл 45' Гудвін 89' Суттар 90+1' | Протокол |           |

| Яссім бін Хамад, Ер-Раян Глядачів: 7 863 Арбітр: Мохаммед Абдулла Хассан Мохамед (ОАЕ) |

| 28 січня 2024 19:00 |

| Таджикистан                                          | 1–1      | ОАЕ                             |
| ---------------------------------------------------- | -------- | ------------------------------- |
| Ханнонов 30'                                         | Протокол | Аль-Хаммаді 90+5'               |
|                                                      | Пенальті |                                 |
| - Назаров - Ханнонов - Панджшанбе - Соїров - Шукуров | 5–3      | - Ідріс - Канедо - Ліма - Салех |

| Ахмед бін Алі, Ер-Раян Глядачів: 33 584 Арбітр: Юсуке Аракі (Японія) |

| 29 січня 2024 14:30 |

| Ірак                  | 2–3      | Йорданія                                        |
| --------------------- | -------- | ----------------------------------------------- |
| Натік 68' Хуссейн 76' | Протокол | Ан-Наймат 45+1' Абу Араб 90+5' аль-Рашдан 90+7' |

| Халіфа, Ер-Раян Глядачів: 35 814 Арбітр: Аліреза Фагані (Іран) |

| 29 січня 2024 19:00 |

| Катар                            | 2–1      | Палестина   |
| -------------------------------- | -------- | ----------- |
| аль-Гайдос 45+6' Афіф 49' (пен.) | Протокол | Даббагх 37' |

| Ель-Байт, Ель-Хаур Глядачів: 63 753 Арбітр: Ма Нін (КНР) |

| 30 січня 2024 14:30 |

| Узбекистан                    | 2–1      | Таїланд     |
| ----------------------------- | -------- | ----------- |
| Тургунбоєв 37' Файзуллаєв 65' | Протокол | Супачок 58' |

| Ель-Джануб, Ель-Вакра Глядачів: 18 691 Арбітр: Назмі Насаруддін (Малайзія) |

| 30 січня 2024 19:00 |

| Саудівська Аравія                         | 1–1      | Південна Корея                                          |
| ----------------------------------------- | -------- | ------------------------------------------------------- |
| Радіф 46'                                 | Протокол | Чо Гю Сон 90+9'                                         |
|                                           | Пенальті |                                                         |
| - Канно - Абдулхамід - Аль-Наджеї - Гаріб | 2–4      | - Сон Хин Мін - Кім Йон Гвон - Чо Гю Сон - Хван Хі Чхан |

| Ед'юкейшн Сіті Стедіум, Ер-Раян Глядачів: 42 389 Арбітр: Ілгіз Танташев (Узбекистан) |

| 31 січня 2024 14:30 |

| Бахрейн          | 1–3      | Японія                     |
| ---------------- | -------- | -------------------------- |
| Судзукі 64' (аг) | Протокол | Доан 31' Кубо 49' Уеда 72' |

| Ель-Туммама, Доха Глядачів: 31 832 Арбітр: Ахмад Аль-Алі (Кувейт) |

| 31 січня 2024 19:00 |

| Іран                                                 | 1–1      | Сирія                             |
| ---------------------------------------------------- | -------- | --------------------------------- |
| Таремі 34' (пен.)                                    | Протокол | Харбін 64' (пен.)                 |
|                                                      | Пенальті |                                   |
| - Ансаріфард - Резеян - Ебрагімі - Торабі - Хаджсафі | 5–3      | - Саббаг - Юссеф - Усу - Аль-Далі |

| Абдулла бін Халіфа, Доха Глядачів: 8 720 Арбітр: Кім Чжон Хьок (Південна Корея) |

### Чвертьфінали
| 2 лютого 2024 14:30 |

| Таджикистан | 0–1      | Йорданія          |
| ----------- | -------- | ----------------- |
|             | Протокол | Ханнонов 66' (аг) |

| Ахмед бін Алі, Ер-Раян Глядачів: 35 530 Арбітр: Фу Мін (Китай) |

| 2 лютого 2024 18:30 |

| Австралія  | 1–2 (дч) | Південна Корея                             |
| ---------- | -------- | ------------------------------------------ |
| Гудвін 42' | Протокол | Хван Хі Чхан 90+6' (пен.) Сон Хин Мін 104' |

| Ель-Джануб, Ель-Вакра Глядачів: 39 632 Арбітр: Ахмед Аль-Каф (Оман) |

| 3 лютого 2024 14:30 |

| Іран                               | 2–1      | Японія     |
| ---------------------------------- | -------- | ---------- |
| Мохебі 55' Джаганбахш 90+6' (пен.) | Протокол | Моріта 28' |

| Ед'юкейшн Сіті Стедіум, Ер-Раян Глядачів: 35 640 Арбітр: Ма Нін (КНР) |

| 3 лютого 2024 18:30 |

| Катар                                         | 1–1      | Узбекистан                                                |
| --------------------------------------------- | -------- | --------------------------------------------------------- |
| Юсупов 27' (аг)                               | Протокол | Хамробеков 59'                                            |
|                                               | Пенальті |                                                           |
| - Афіф - Алі - Алі Мухтар - Аль-Брейк - Ро-Ро | 3–2      | - Шукуров - Ашурматов - Умаров - Абдурахматов - Машаріпов |

| Ель-Байт, Ель-Хаур Глядачів: 58 791 Арбітр: Кім Хі Гон (Південна Корея) |

### Півфінали
| 6 лютого 2024 18:00 |

| Йорданія                      | 2–0      | Південна Корея |
| ----------------------------- | -------- | -------------- |
| Ан-Наймат 53' аль-Таамарі 66' | Протокол |                |

| Ахмед бін Алі, Ер-Раян Глядачів: 42 850 Арбітр: Мохаммед Абдулла Хассан Мохамед (ОАЕ) |

| 7 лютого 2024 18:00 |

| Іран                           | 2–3      | Катар                         |
| ------------------------------ | -------- | ----------------------------- |
| Азмун 4' Джаганбахш 51' (пен.) | Протокол | Габер 17' Афіф 43' Алмоез 82' |

| Ель-Туммама, Доха Арбітр: Ахмад Аль-Алі (Кувейт) |

### Фінал
| 10 лютого 2024 18:00 |

| Йорданія      | 1–3      | Катар                                     |
| ------------- | -------- | ----------------------------------------- |
| Ан-Наймат 67' | Протокол | Афіф 22' (пен.), 73' (пен.), 90+5' (пен.) |

| Лусаїл, Лусаїл Глядачів: 86 492 Арбітр: Ма Нін (Китай) |

## Бомбардири
| 8 голів - Акрам Афіф 6 голів - Аймен Хуссейн 4 голи - Аясе Уеда | 3 голи - Одай Даббаг - Мехді Таремі - Лі Кан Ін - Сон Хин Мін - Муса аль-Таамарі - Язан Аль-Наймат |